# Acromelalga-Syndrom
Das Acromelalga-Syndrom ist eine Form der Pilzvergiftung, die zunächst nur in Asien bekannt war, aber mittlerweile auch in Europa auftritt (2001 in Frankreich). Diese seltene Art der Pilzvergiftung wurde zuerst in Japan beschrieben und ist seit 1918 bekannt. Über aktuelle Fälle aus Ostasien wird weiterhin berichtet.

## Verursachende Giftpilze
Als Acromelalga-Syndrom erzeugende Giftpilze wurden die Vertreter der Gattung Paralepistopsis (damals zu Clitocybe gestellt) erkannt:
- Parfümierter Trichterling, auch „Wohlriechender Trichterling“ genannt, Paralepistopsis amoenolens[3]
- der japanische Bambus-Trichterling, Paralepistopsis acromelalga[4][5]

## Auslösende Pilzgifte
| Die Acromelsäuren |
| ----------------- |
| Acromelsäure A    |
| Acromelsäure B    |

Neben der Acromelsäure sind weitere, teils noch nicht aufgeklärte Inhaltsstoffe beim Acromelalga-Syndrom beteiligt, so zum Beispiel Clitidin, β-cyano-L-alanin sowie N-(γ-L-glutamyl)-β-cyano-L-Alanin.

## Symptome
Folgende Symptome der Vergiftung lassen sich feststellen: Kribbeln, Brennen, Schmerzen, Schwellung und Hautrötung von intermittierendem Charakter an Händen und Füßen. Die Beschwerden dauern von Tagen bis über viele Wochen an. Gastro-intestinale Symptome bleiben aus.
Die Latenzzeit beträgt ein bis zwei (bis zu sieben) Tage; unter den bekannten Pilzgiften wird die Acromelsäure damit nur noch von Orellanin hinsichtlich der Latenzdauer übertroffen.

## Therapie
Gegen die starken Schmerzen und die dadurch verursachten Effekte wie Erschöpfung, Depression und Schlaflosigkeit werden hohe Dosen Analgetika verordnet. Ein neuer Therapieansatz ist die dauerhafte Gabe von Nicotinsäure, welche der Ursache der Vergiftung entgegenwirkt und so die Symptomatik deutlich lindert.